# Siegmund Günther
Adam Wilhelm Siegmund Günther (1848-1923) va ser un matemàtic, geògraf i historiador de la ciència alemany.

## Vida i obra
Günther, fill d'un comerciant, va fer els seus estudis universitaris en Física i Matemàtiques a diferents universitats: Heidelberg, Leipzig, Berlín, Göttingen i Erlangen, obtenint el doctorat el 1872 en aquesta última. L'any següent, també a Erlangen, va obtenir l'habilitació per la docència universitària. El 1874 es va incorporar com a professor a la Universitat Tècnica de Múnic on hi va estar dos cursos. El 1878 va ser nomenat professor de física i matemàtiques del institut d'Ansbach, on va començar a desenvolupar les seves teories sobre didàctica i pedagogia de les matemàtiques.
Mentre estava a Ansbach, també va iniciar el seu interès per la geografia física i matemàtica. El 1886, quan Friedrich Ratzels es va retirar, Günther va ser nomenat cap del departament de geografia de la Universitat Tècnica de Múnic, càrrec que va mantenir fins a la seva retirada el 1920.
Günther, que va ser rector de la universitat entre 1911 i 1914, també va exercir càrrecs polítics electes: va ser diputat del Reichstag (1878-1884) i del parlament de Baviera (1884-1899 i 1907-1918), càrrecs des dels que va dedicar els seus esforços a la millora del sistemes d'ensenyament. Probablement, la primera monografia que s'hagi publicat sobre història del ensenyament de les matemàtiques, sigui una obra seva, publicada el 1887, en la qual s'estudiava el sistema d'ensenyament de les matemàtiques a l'Alemanya de l'edat mitjana.
Günther va escriure prop de dues-centes biografies per l'Allgemeine Deutsche Biographie, a més d'un nombre semblant d'articles de matemàtiques i de geografia en revistes científiques. Els seus llibres més importants són:
En matemàtiques
- Lehrbuch der Determinanten-Theorie: Für Studirende. Erlangen, 1875
- Die lehre von den gewöhnlichen und verallgemeinerten hyperbelfunktionen. Halle, 1881
- Parabolische Logarithmen und parabolische Trigonometrie. Leipzig, 1882

En geografia
- Der Einfluß der Himmelskörper auf Witterungsverhältnisse, 2 volums. Halle, 1877-1879
- Lehrbuch der Geophysik und physikalischen Geographie, 2 volums. Stuttgart, 1884-1885
- Handbuch Der Mathematischen Geographie. Stuttgart, 1891
- Didaktik und Methodik des Geographie-Unterrichts. Múnic, 1895

En història de la ciència
- Vermischte Untersuchungen zur Geschichte der mathematischen Wissenschaften. Leipzig, 1876
- Ziele und Resultate der neueren mathematisch-historischen Forschung. Erlangen, 1876
- Geschichte der anorganischen Naturwissenschaften im neunzehnten Jahrhundert. Berlín, 1901
- Entdeckungsgeschichte und Fortschritte der wissenschaftlichen Geographie im neunzehnten Jahrhundert. Berlin, 1902
- Geschichte der Erdkunde. Berlín, 1904
- Geschichte der mathematik I: Von den ältesten zeiten bis Cartesius. Leipzig, 1908